# Tiền Lưu
Tiền Lưu (chữ Hán: 錢鏐; 10 tháng 3 năm 852-6 tháng 5 năm 932, tên tự là Cụ Mỹ (具美), tiểu tự là Bà Lưu (婆留), gọi theo thụy hiệu là Ngô Việt Vũ Túc vương, miếu hiệu Thái Tổ, là người sáng lập và là quốc vương đầu tiên của nước Ngô Việt thời Ngũ Đại Thập Quốc.
Vào cuối thời nhà Đường, Tiền Lưu theo tướng Đổng Xương đi trấn áp quân nổi dậy nông dân, sau đó nhậm chức Trấn Hải tiết độ sứ. Vào những năm Càn Ninh thời Đường Chiêu Tông, Tiền Lưu đánh bại Đổng Xương, chiếm hữu 13 châu Lưỡng Chiết. Đến năm 907, Hậu Lương Thái Tổ đã sách phong Tiền Lưu là Ngô Việt vương. Trong thời gian tại vị từ năm 907 đến 932, Tiền Lưu trưng dụng dân công, xây dựng đê biển Tiền Đường Giang, tại lưu vực Thái Hồ ông cho xây dựng đập ngăn nước, khiến khu vực này không còn phải lo hạn hán hay lụt lội, bờ đê được tu sửa thường xuyên, tạo thuận lợi cho kinh tế nông nghiệp của khu vực.
Do Ngô Việt nhỏ yếu, lại bất hòa với nước Ngô và nước Mân láng giềng, cho nên đã chọn cách dựa thế vương triều Trung Nguyên, không ngừng khiển sứ tiến cống để cầu được che chở. Thoạt đầu, Ngô Việt thần phục Hậu Lương, sau lại thần phục Hậu Đường. Đến thời Hậu Đường Minh Tông, do khiến cho xu mật sứ An Trọng Hối tức giận, Tiền Lưu bị Hậu Đường bãi quan tước, song lại được phục chức sau khi An Trọng Hối bị giết. Năm 932, Tiền Lưu bệnh mất, được táng ở Mao Sơn thuộc An Quốc.

## Thân thế
Tiền Lưu sinh tại hương Thạch Kính, huyện Lâm An vào năm 852, tức dưới triều đại của Đường Tuyên Tông. Cha của ông tên là Tiền Khoan (錢寬), mẹ của ông mang họ Thủy Khâu-cùng họ với tổ mẫu của ông. Tiền Lưu có bốn người đệ là Tiền Kĩ (錢錡), Tiền Phiêu (錢鏢), Tiền Đạc (錢鐸), và Tiền Hoa (錢鏵) — Thập quốc Xuân Thu mô tả họ là "đồng phụ đệ," ngụ ý rằng họ không do Thủy Khâu thị sinh. Gia đình ông kiếm sống bằng việc cày cấy và đánh cá. Theo truyền thuyết, khi Tiền Lưu sinh ra, đột nhiên xuất hiện 'hồng quang', tướng mạo lại xấu xí khác thường, cha muốn bỏ ông đi, song do tổ mẫu yêu tiếc nên cuối cùng ông được bảo tồn tính mạng, vì thế mà có tiểu tự là "Bà Lưu"
Tiền Lưu từ nhỏ đã không thích thơ văn, song lại có sở thích tập võ, trong làng có một cái cây lớn, ông thường chơi đùa với các đứa trẻ khác gần cái cây này. Khi chơi, ông ngồi trên một tảng đá lớn và lệnh cho các đứa trẻ khác phải hành quân theo đội hình; các đứa trẻ này sợ ông và làm theo lệnh của ông (sau khi tức vị, Tiền Lưu phong cho cái cây đó là "tướng quân mộc"). Sau khi trưởng thành, ông trở thành người buôn bán muối tư. Buôn bán muối tư bị quan phủ cấm chỉ nghiêm ngặt, song lợi nhuận lại cực cao, Tiền Lưu không ngại hiểm nguy buôn bán muối tư và lương thực tại các khu vực như Hàng châu, Việt châu (nay là Thiệu Hưng), Tuyên châu. Thời kỳ buôn bán muối đã giúp Tiền Lưu rèn luyện thể chất, dũng khí và mưu lược; ngoài ra còn tạo cơ sở kinh tế đầy đủ cho sự nghiệp sau này của ông.
Ông kết giao với một số công tử của huyện lục sự Chung Khởi (鐘起), thường uống rượu và đánh bạc với họ. Tuy nhiên, Chung Khởi không ưa Tiền Lưu và thoạt đầu ngăn cấm các công tử của mình giao du với Tiền Lưu, tuy nhiên vào một dịp, một thầy bói thông báo với cả Tiền Lưu và Chung Khởi rằng Tiền Lưu có vương khí. Sau đó, Chung Khởi đã cho các công tử của mình giao du với Tiền Lưu, những người này thường cho Tiền Lưu tiền bạc. Trong thời gian này, Tiền Lưu được mô tả là giỏi bắn cung và dùng thương- ông tập chúng từ năm 17 tuổi, đọc một ít binh pháp Tôn Tử, và ông có sự hiểu biết cơ bản đối với các bản văn thần bí.

## Phụng sự Đổng Xương và tiếp quản Trấn Hải
Trong cuộc nổi dậy của phản tướng Vương Dĩnh vào năm 876-877, Tiền Lưu cùng một đồng hương là Đổng Xương gia nhập vào lực lượng dân binh địa phương để chống lại các cuộc tiến công của quân Vương Dĩnh. Sau khi cuộc nổi dậy của Vương Dĩnh bị dập tắt, do có quân công nên Đổng Xương đã được phong là Thạch Kính trấn chỉ huy sứ, do có võ nghệ cao cường nên Tiền Lưu được Đổng Xương trọng dụng. Năm 878, khi thủ lĩnh khởi nghĩa nông dân Tào Sư Hùng (曹師雄) cướp phá Trấn Hải, trong đó có Hàng châu (bao gồm Thạch Kính và Lâm An) và Chiết Đông, chính quyền Hàng châu đã mộ 1.000 lính từ mỗi huyện trong châu để chống lại quân cướp bóc. Đổng Xương cùng bảy người khác trở thành đô tướng, đội quân của họ có hiệu là "Hàng châu bát đô", trong đó Đổng Xương là trưởng. Đến khi quân lính của thủ lĩnh khởi nghĩa Hoàng Sào cướp phá Trấn Hải, Tiền Lưu đã đẩy lui đội quân này, chém được vài trăm thủ cấp.
Năm 881, sau khi Hoàng Sào tiến về phía tây bắc và chiếm được kinh thành Trường An, buộc Đường Hy Tông phải chạy đến Thành Đô, Hoài Nam tiết độ sứ Cao Biền mộ quân ở các vùng lân cận và tuyên bố hành quân tái chiếm Trường An. Cao Biền cũng triệu Đổng Xương đến thủ phủ Dương châu của Hoài Nam quân. Tuy nhiên, Tiền Lưu nhận thấy rằng Cao Biền không thực sự có ý muốn tiến công Hoàng Sào, vì thế ông đã khuyên Đổng Xương hãy nói là cần phải trở về trấn thủ Hàng châu. Đổng Xương làm theo lời của Tiền Lưu, kết quả Cao Biền đã chấp thuật để Đổng Xương đi. Trong khi đó, triều đình Đường lại bổ nhiệm Lộ Thẩm Trung (路審中) làm thứ sử mới của Hàng châu. Tuy nhiên, khi Lộ Thẩm Trung đến Gia Hưng, Đổng Xương liền dẫn quân từ Thạch Kính đến Hàng châu để hăm dọa Lộ Thẩm Trung, Lộ Thẩm Trung lo sợ nên không nhậm chức. Sau đó, Đổng Xương xưng là Hàng châu đô áp nha, quản lý sự vụ trong châu, khiển tướng lại thỉnh với Trấn Hải tiết độ sứ Chu Bảo. Chu Bảo tin rằng mình không thể kiểm soát được Đổng Xương nên đã bổ nhiệm Đổng Xương là Hàng châu thứ sử.
Năm 882, Chiết Đông quan sát sứ Lưu Hán Hoành vốn có ý định đoạt lấy Trấn Hải quân nên đã khiển đệ là Lưu Hán Hựu (劉漢宥) và Mã bộ quân đô ngu hậu Tân Ước (辛約) suất binh tiến công Hàng châu. Đổng Xương phái Tiền Lưu đi kháng cự quân Chiết Đông, Tiền Lưu thừa cơ ban đêm mây mù đã vượt sông tập kích doanh trại quân Chiết Đông, Hán Hựu và Tân Ước đều chạy trốn. Lưu Hán Hoành lại phái bảy vạn quân tiến công vào năm 883, Tiền Lưu lại lợi dụng ban đêm mà vượt sông tập kích, đại phá quân Chiết Đông.
Năm 886, khi Đổng Xương và Tiền Lưu đang thảo luận xem phải làm gì với Chiết Đông (nay đổi tên thành Nghĩa Thắng), Đổng Xương nói: "Nếu chúng ta có thể chiếm Việt châu [(越州, thủ phủ Nghĩa Thắng)], ta sẽ nhường Hàng châu cho ngươi." Tiền Lưu đồng ý và đáp lại: "Phải, nếu không chiếm được [Việt châu] thì rốt cuộc sẽ là hậu hoạn." Do đó, Tiền Lưu tập hợp binh sĩ Hàng châu và tiến công Lưu Hán Hoành, liên tiếp giành được thắng lợi. Đến mùa đông năm 886, Tiền Lưu chiếm được Việt châu, Lưu Hán Hoành bị thuộc cấp là Thai châu thứ sứ Đỗ Hùng (杜雄) bắt giữ rồi trao cho Đổng Xương. Đổng Xương xử tử Lưu Hán Hoành và dời trấn đến Việt châu, xưng là Chiết Đông quân phủ sự, cho Tiền Lưu cai quản Hàng châu. Năm 887,Đường Hy Tông bổ nhiệm Đổng Xương là Chiết Đông quan sát sứ, bổ nhiệm Tiền Lưu là Hàng châu thứ sử. Sau đó, Đổng Xương được phong là Nghĩa Thắng quân tiết độ sứ (đổi tên thành Uy Thắng), kiểm hiệu thượng thư hữu bộc xạ.
Năm 887, Tiết Lãng (薛朗) lãnh đạo một cuộc binh biến tại Nhuận châu (潤州)- thủ phủ của Trấn Hải quân, buộc Chu Bảo phải chạy từ Nhuận châu đến Thường châu để nương nhờ thuộc cấp là Thường châu thứ sử Đinh Tòng Thật (丁從實)- trong khi Tiết Lãng nhập phủ và xưng là 'lưu hậu'. Đáp lại, Tiền Lưu phái ba trong số "Hàng châu bát đô" là Đỗ Lăng (杜稜), Nguyễn Kết (阮結), và Thành Cập (成及) đi đánh Tiết Lãng. Tuy nhiên, sau một chiến thắng trước tướng của Tiết Lãng là Lý Quân Vương (李君暀), Đỗ Lăng lại tiến công và chiếm Thường châu, Đinh Tòng Thật phải chạy trốn đến Hoài Nam. Tiền Lưu đã phái người hộ tống Chu Bảo đến Hàng châu, làm lễ nghênh tiếp. Chu Bảo qua đời tại Hàng châu ngay sau đó. (Tân Đường thư ghi rằng Tiền Lưu đã giết chết Chu Bảo, song Tư Mã Quang, chủ biên của Tư trị thông giám, thấy chi tiết này không đáng tin cậy và không chấp nhận nó.)
Trong khi đó, Tiền Lưu lệnh cho Nguyễn Kết công chiếm Nhuận châu. Tiết Lãng bị bắt giữ, Tiền Lưu đã cắt quả tim của Tiết Lãng để tế Chu Bảo. Tiền Lưu cũng phái thân thích là Tiền Cầu (錢銶) suất quân tiến công Tô châu, Tiền Cầu chiếm được châu này vào mùa xuân năm 888, Tiền Lưu nay kiểm soát hầu hết lãnh thổ Trấn Hải quân. Khi triều đình phái Cấp sự trung Đỗ Nhụ Hưu (杜孺休) đến nhậm chức Tô châu thứ sử, Tiền Lưu tiến hành ám sát Đỗ Nhụ Hưu song bất thành, Đỗ Nhụ Hưu bỏ chạy và Tiền Lưu lại nắm quyền kiểm soát châu này. Tôn Nho chiếm cứ Tô châu trong một thời gian ngắn, Tôn Nho cũng là người tranh giành quyền kiểm soát Hoài Nam sau khi Cao Biền bị giết chết trong một cuộc binh biến, song vào cuối năm 891 thì Tiền Lưu đã tái chiếm Tô châu, liên minh tạm thời với kình địch của Tôn Nho là Dương Hành Mật, cung cấp lương thực cho quân của Dương Hành Mật. Trong khi đó, nhằm xoa dịu Tiền Lưu, Đường Chiêu Tông đã phong tước nam cho Tiền Lưu, và đến năm 892 thì bổ nhiệm Tiền Lưu là Vũ Thắng quân phòng ngự sứ có trị sở tại Hàng châu, rồi Tô Hàng quan sát sứ. và phong tước hầu cho ông. Năm 893, Đường Chiêu Tông chính thức bổ nhiệm Tiền Lưu là Trấn Hải tiết độ sứ với trị sở đặt tại Hàng châu do Nhuận châu và Thường châu đã rơi vào tay Dương Hành Mật từ năm 892. Tiền Lưu huy động 20 vạn dân phu và 13 đô quân sĩ xây dựng La Thành Hàng Châu, chu vi 70 lý. Năm 894, Đường Chiêu Tông ban cho Tiền Lưu chức vụ danh dự là Đồng bình chương sự. Vào mùa xuân năm 895, Đường Chiêu Tông phong tước công cho Tiền Lưu.

## Tiêu diệt Đổng Xương
Qua năm tháng, mặc dù Tiền Lưu tiến hành khuếch trương thế lực song Đổng Xương vẫn xem ông là chư hầu. Trong khi đó, Đổng Xương trở nên ngày càng hoang tưởng tự đại, thuộc hạ của Đổng Xương khuyến khích Đổng Xương xưng đế. Vào mùa xuân năm 895, Đổng Xương xưng là hoàng đế của "Đại Việt La Bình Quốc". Đổng Xương phái sứ giả đến chỗ Tiền Lưu để thông báo rằng mình đã trở thành hoàng đế, và bổ nhiệm Tiền Lưu là Lưỡng Chiết đô chỉ huy sứ, cai quản cả hai bờ Tiền Đường Giang. Tiền Lưu không đồng thuận với quyết định xưng đế của Đổng Xương, viết thư hồi đáp: "Với việc bế môn xưng là Thiên tử, ngài đã đưa cửu tộc và bách tính rơi vào cảnh lầm than, sao không khai môn xưng là tiết độ sứ, hưởng phú quý đến cuối đời! Nay sửa lỗi vẫn có thể còn kịp." Đổng Xương khước từ lời khuyên can của Tiền Lưu, vì thế Tiền Lưu cùng 3 vạn lính đã tiến về Việt châu, đến dưới chân thành, mục đích là để buộc Đổng Xương phải ăn năn. Đổng Xương lo sợ nên đành khao quân Tiền Lưu, đưa người thủ mưu là Ngô Dao cùng vài vu hích từng khuyên ông ta xưng đế đến chỗ Tiền Lưu, hứa sẽ thỉnh tội với Đường Chiêu Tông. Sau đó Tiền Lưu triệt thoái và báo cáo sự việc với triều đình.
Tuy nhiên, Đường Chiêu Tông lại cho rằng Đổng Xương có đại công trong nhiều năm, và xem hành động đó chỉ là do ảnh hưởng của bệnh tâm thần. Đường Chiêu Tông do đó xá tội cho Đổng Xương song buộc Đổng Xương phải thối hưu. Tuy nhiên, Tiền Lưu là người có tham vọng, ông hy vọng rằng triều đình Đường sẽ phát động một chiến dịch chống Đổng Xương để mình có thể dẫn quân đánh Đổng Xương mà không mang tiếng là vô ơn, vì thế Tiền Lưu thượng biểu buộc tội Đổng Xương, viết rằng Đổng Xương phạm tội phản loạn không thể dung thứ. Đường Chiêu Tông do đó đã hạ một chiếu chỉ lệnh cho Tiền Lưu tiến công Đổng Xương. Trong khi đó, Dương Hành Mật không muốn thấy viễn cảnh Tiền Lưu đoạt lấy Uy Thắng nên đã phái sứ giả để chỗ Tiền Lưu nói rằng Đổng Xương đã biết hối lỗi và cần được tha thứ, song Tiền Lưu không thay đổi ý định. (Trong chiến dịch, cha Tiền Khoan của ông đã qua đời; Đường Chiêu Tông phái sứ giả triều đình đến để bày tỏ thương tiếc, phong cho Tiền Lưu tước Bành Thành quận vương.)
Do đó, Dương Hành Mật đã cố giảm bớt áp lực của Tiền Lưu đối với Đổng Xương khi phái thuộc hạ là Đài Mông (臺濛) xuất quân tiến công Tô châu. Tuy nhiên, Tiền Lưu vẫn không ngừng việc tiến công, Dương Hành Mật lại phái thêm Ninh Quốc tiết độ sứ Điền Quân và Nhuận châu đoàn luyện sứ Ân Nhân Nghĩa (安仁義) xuất quân đi đánh Tiền Lưu. Tuy nhiên, cuộc tiến công của Hoài Nam bị sa lầy trong một thời gian, Tiền Lưu vẫn có thể tiếp tục tiến công Uy Thắng. Tiền Lưu thậm chí vẫn tiếp tục tiến công Uy Thắng sau mùa xuân năm 896, khi mà theo thỉnh cầu của Dương Hành Mật, Đường Chiêu Tông đã xá toàn bộ tội trạng và phục quan tước cho Đổng Xương.
Quân của Tiền Lưu liên tục đánh bại quân của Đổng Xương, Đổng Xương còn tự gây bất lợi cho mình khi sát hại bất cứ ai dám thông tin chính xác về sức mạnh quân sự của Tiền Lưu. Vào mùa hè năm 896, Đô chỉ huy sứ Cố Toàn Vũ (顧全武) của Tiền Lưu đem quân tiến đến Việt châu và bao vây thành, đến lúc này Đổng Xương mới trở nên lo sợ. Đổng Xương nay chỉ dám xưng là tiết độ sứ, song vẫn tiếp tục bị bao vây. Đến khi quân Hoài Nam chiếm được Tô châu, Tiền Lưu dự định từ bỏ việc bao vây, song sau đó lại nghe theo lời của Cố Toàn Vũ rằng chiếm Việt châu là ưu tiên hàng đầu.
Không lâu sau, ngoại quách thất thủ, Đổng Xương triệt thoái vào nha thành tiếp tục phòng thủ. Sau đó, Tiền Lưu đã phái một tướng cũ của Đổng Xương là Lạc Đoàn (駱團) đến chỗ Đổng Xương, nói rằng có chiếu lệnh cho Đổng Xương quy Lâm An, Đổng Xương do đó chấp thuận đầu hàng. Cố Toàn Vũ đưa Đổng Xương đến Hàng châu, song trên đường lại xử tử Đổng Xương cùng gia quyến, cũng như khoảng 300 thuộc hạ đã ủng hộ việc Đổng Xương xưng đế. Tiền Lưu đưa thủ cấp của Đổng Xương đến Trường An và đoạt lấy lãnh thổ của Đổng Xương. Do người dân tại lãnh thổ của Đổng Xương trước đây kiệt quệ do phải chịu cảnh sưu cao thuế nặng, Tiền Lưu đã mở kho, lấy tiền bạc thưởng cho quân lính và lấy lương thực phân phát cho người dân.

## Cai quản Trấn Hải và Trấn Đông

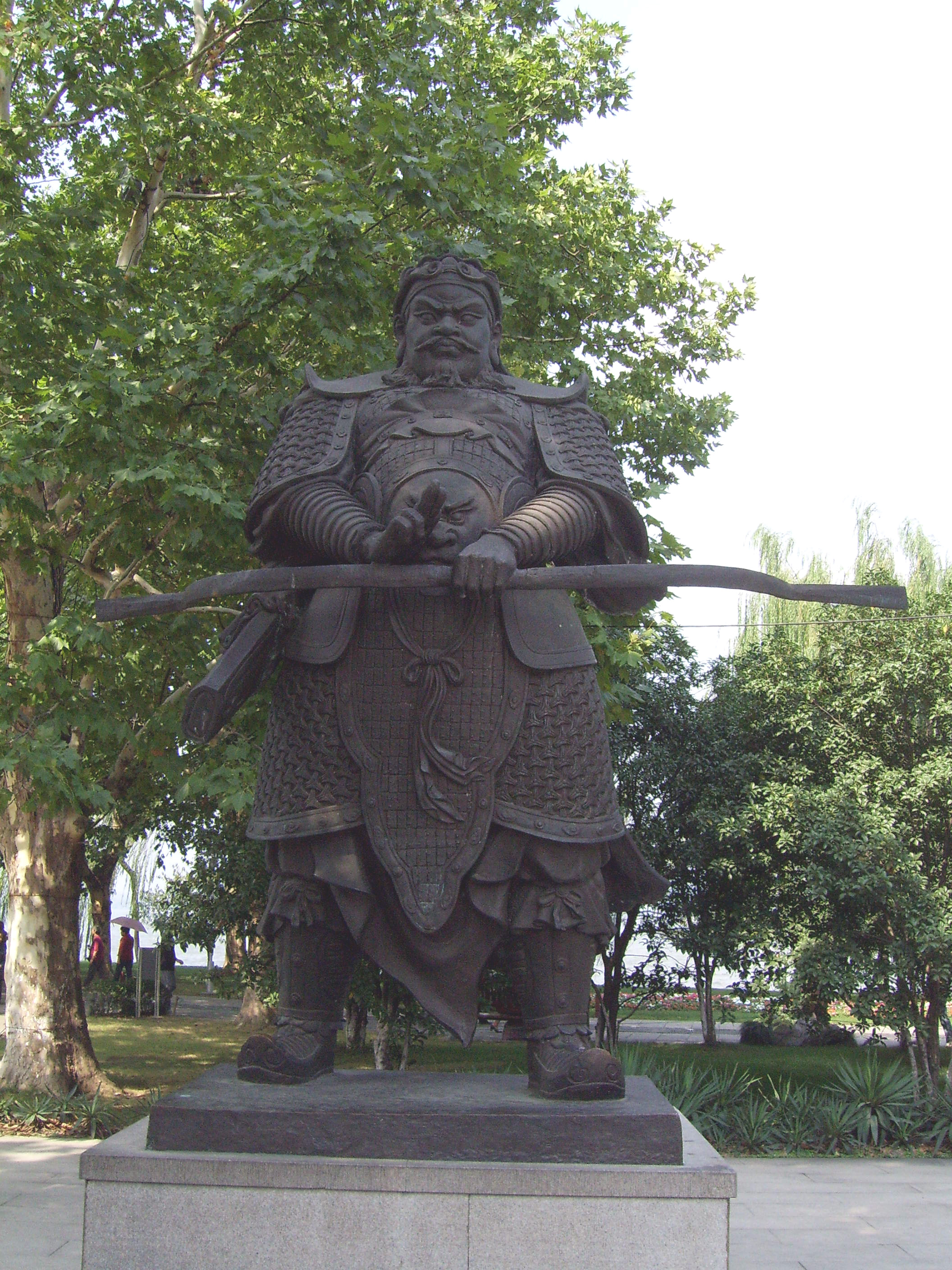
Tượng Tiền Lưu gần Thái Hồ và Tiền vương từ

Sau khi Tiền Lưu giết chết Đổng Xương, Đường Chiêu Tông ban cho Tiền Lưu thêm chức Trung thư lệnh, song trong một khoảng thời gian không chính thức xác nhận việc Tiền Lưu tiếp quản Uy Thắng. Thay vào đó, Đường Chiêu Tông bổ nhiệm Môn hạ thị lang Vương Đoàn (王摶) làm Uy Thắng tiết độ sứ. Tuy nhiên, Tiền Lưu đã lệnh cho dân chúng và quan lại Lưỡng Chiết (Trấn Hải quân và Uy Thắng quân) thượng biểu thỉnh Tiền Lưu được kiêm lĩnh Chiết Đông (tức Uy Thắng). Đường Chiêu Tông bất đắc dĩ phải triệu hồi Vương Đoàn, cho Tiền Lưu làm tiết độ sứ của cả Trấn Hải và Uy Thắng (sau đổi là Trấn Đông).
Mặc dù Đổng Xương đã bị tiêu diệt, song chiến tranh giữa Tiền Lưu và Dương Hành Mật vẫn tiếp diễn, hai bên tranh giành các thành của đối phương trong vài năm sau đó. Quân Tiền Lưu chiếm được Hồ châu từ tay một chư hầu của Dương Hành Mật là Lý Ngạn Huy (李彥徽) vào năm 897 và tái chiếm Tô châu từ tay Tần Bùi (秦裴) vào năm 898, trong khi thuộc hạ của Điền Quân là Khang Nho (康儒) chiếm được Vụ châu từ tay một chư hầu danh nghĩa của Tiền Lưu là Vương Đàn (王檀) vào năm 899. Năm 901, Đường Chiêu Tông đã ban chức Thị trung cho Tiền Lưu. Cũng trong năm này, Thủy Khâu thị qua đời.
Vào mùa thu năm 901, Dương Hành Mật tin vào lời đồn đại rằng Tiền Lưu đã bị ám sát nên đã phái Lý Thần Phúc (李神福) đi đánh Hàng châu, tận dụng thời cơ có khoảng trống quyền lực. Tiền Lưu đã phái Cố Toàn Vũ đi chống lại, song Cố Toàn Vũ lại xem nhẹ Lý Thần Phúc nên đã bại trận và bị bắt. Lý Thần Phúc bao vây Lâm An, song sau đó sớm nhận ra rằng tin đồn về việc Tiền Lưu đã qua đời là không đúng. Lý Thần Phúc không thể nhanh chóng chiếm được Lâm An trong khi lại lo ngại rằng Tiền Lưu có thể phản kích, vì thế liền thể hiện thiện chí bằng việc bảo vệ khu mộ gia tộc của Tiền Lưu và cho phép Cố Toàn Vũ (là người được Tiền Lưu xem trọng) được viết thư về, ngoài ra còn giả bộ như có một đội quân tiếp viện Hoài Nam hùng hậu đang trên đường đến. Tiền Lưu do đó đã cầu hòa và cung cấp một khoản tiền khao quân, Lý Thần Phúc chấp thuận và triệt thoái. Năm 902, hai bên thiết lập hòa bình, Cố Toàn Vũ được trao trả lại cho Tiền Lưu để đổi lấy Tần Bùi. Cũng trong năm đó, Đường Chiêu Tông thăng tước hiệu của Tiền Lưu thành Việt vương.
Vào mùa thu năm 902, Tiền Lưu phải đối mặt với những thách thức nghiêm trọng nhất kể từ khi ông nắm quyền cai trị hai quân. Khi ông về thăm quê tại Lâm An, nơi mà ông đã nâng địa vị thành Y Cẩm quân (衣錦軍), ông đã lệnh cho Hữu đô chỉ huy sứ Từ Oản (徐綰) và binh sĩ của Từ Oản nạo vét một con kênh, song họ lại than phiền vì phải thực hiện nhiệm vụ này; bất chấp lời khuyên của tiết độ phó sứ Thành Cập, Tiền Lưu vẫn không hủy bỏ việc nạo vét kênh. Trong lúc Tiền Lưu ở tại Y Cẩm, Từ Oản và Hứa Tái Tư (許再思) phát động một cuộc binh biến và cố gắng chiếm cứ Hàng châu- khi ấy đang do nhi tử của Tiền Lưu là Tiền Truyền Anh (錢傳瑛) và Mã Xước (馬綽) trấn thủ. Quân của Từ và Hứa chiếm được thành ngoài, song Tiền Truyền Anh và Mã Xước cố thủ tại nha thành. Tiền Lưu khi hay tin về cuộc binh biến đã phải vội vã trở về Hàng châu và khá khó khăn mới vào được nha thành. Do nha thành tiếp tục bị bao vây, có một số đề xuất rằng Tiền Lưu nên chạy đến Việt châu- thủ phủ của Trấn Đông, song Tiền Lưu vẫn ở lại Hàng châu sau nghe được lời khuyên từ Đỗ Kiến Huy (杜建徽)- nhi tử của Đỗ Lăng.
Tuy nhiên, Tiền Lưu lại lo rằng Từ Oản và Hứa Tái Tư sẽ chuyển sang chiếm Việt châu, và ông đã chuẩn bị phái Cố Toàn Vũ đến trấn thủ Việt châu. Tuy nhiên, Cố Toàn Vũ lại cho rằng Từ Oản và Hứa Tái Tư sau khi không thể nhanh chóng đoạt được Hàng châu thì chắc chắn sẽ cầu viện Điền Quân, và ông nên cố gắng đảm bảo rằng Dương Hành Mật sẽ không đồng ý cứu viện. Nghe theo lời của Cố Toàn Vũ, Tiền Lưu đã phái nhi tử là Tiền Truyền Liệu (錢傳璙) tháp tùng Cố Toàn Vũ đến Hoài Nam (nhằm để Tiền Truyền Liệu làm con tin), yêu cầu Dương Hành Mật ngăn chặn một cuộc tiến công tiềm tàng từ phía Điền Quân.
Sau khi Cố Toàn Vũ và Tiền Truyền Liệu khởi hành đi đến thủ phủ Quảng Lăng (廣陵) của Hoài Nam quân, đúng như dự tính của Cố Toàn Vũ, Từ Oản và Hứa Tái Tư đã cầu viện Điền Quân. Điền Quân đem quân đến trợ giúp việc bao vây thành, trong khi đề xuất cho Tiền Lưu một hành lang an toàn đến Việt châu nếu ông chịu từ bỏ Hàng châu, song Tiền Lưu từ chối đề xuất này. Cố Toàn Vũ và Tiền Truyền Liệu đến Quảng Lăng, thuyết phục Dương Hành Mật rằng nếu Điền Quân chiếm được Hàng châu thì quyền lực của người này sẽ tăng lên và sẽ không còn phụ thuộc vào Dương Hành Mật nữa. Dương Hành Mật giữ Tiền Truyền Liệu tại Quảng Lăng và gả một nữ nhi cho Truyền Liệu, sau đó chấp thuận triệu hồi Điền Quân. Vì thế, sau khi được Tiền Lưu cống nạp tiền bạc và giao nhi tử là Tiền Truyền Quán làm con tin, Điền Quân triệt thoái (và gả một nữ nhi của mình cho Truyền Quán). Từ Oản và Hứa Tái Tư theo Điền Quân trở về Ninh Quốc.
Năm 903, Điền Quân cùng với An Nhân Nghĩa nổi dậy chống Dương Hành Mật, Dương Hành Mật phái Lý Thần Phúc đi giao chiến với Điền Quân, Lý Thần Phúc bắt được Từ Oản. Dương Hành Mật lệnh giải Từ Oản đến cho Tiền Lưu, Tiền Lưu cho cắt quả tim của Từ Oản để tế Cao Vị (高渭)- một chỉ huy tử chiến trong cuộc binh biến của Từ Oản và Hứa Tái Tư. Do Điền Quân và An Nhân Nghĩa đều có số quân sĩ đáng kể, Dương Hành Mật đã phải cầu viện Tiền Lưu, Tiền Lưu đã phái Phương Vĩ Trân (方永珍) đi giúp đánh Nhuận châu- căn cứ của An Nhân Nghĩa, phái em họ là Tiền Dật (錢鎰) đi giúp đánh Tuyên châu, và phái Dương Tập (楊習) đi đánh Mục châu do thứ sử châu này là Trần Tuân (陳詢) nổi dậy chống Tiền Lưu. Khoảng tết năm 904, Đài Mông đã giết chết Điền Quân, Dương Hành Mật đoạt lại Ninh Quốc, Tiền Truyền Quán an toàn trở về Hàng châu. Dương Hành Mật cũng cho Tiền Truyền Liệu và thê tử (con của Dương Hành Mật) về Hàng châu. Trong khi đó, Tiền Lưu thượng biểu cho triều đình để xin được thụ phong tước Ngô Việt vương, song triều đình Đường từ chối. Tuy nhiên, Tuyên Vũ tiết độ sứ Chu Toàn Trung (là người đang kiểm soát triều đình Đường) là một đồng minh của Tiền Lưu, theo thỉnh cầu của Chu Toàn Trung, Tiền Lưu được phong tước Ngô vương (một tước hiệu mà Dương Hành Mật cũng nắm giữ).
Tuy nhiên, Mục châu vẫn nằm ngoài tầm kiểm soát của Tiền Lưu, và đến cuối năm 904, sau khi Tiền Lưu phái Diệp Nhượng (葉讓) đi ám sát Trần Chương (陳璋)- Cù châu thứ sử, là người khiến Tiền Lưu bực tức do tiếp nhận một người có liên đới với Từ Oản là Trương Hồng (張洪), Trần Chương quay sang quy phục Dương Hành Mật. Trong khi đó, Dương Hành Mật phái Đào Nha (陶雅) đi tiếp viện cho Trần Tuân. Đào Nha đã đánh bại Tiền Dật, Cố Toàn Vũ, và Vương Cầu (王球), bắt được Tiền Dật và Vương Cầu. Sau đó, Đào Nha tiếp tục tiến công Vụ châu, Tiền Lưu phái Tiền Phiêu và Phương Vĩnh Trân đi giải vây cho Vụ châu. Tuy nhiên, sau khi Dương Hành Mật qua đời vào năm 905 và Dương Ác kế tập, do Dương Ác tranh chấp với Tuyên châu quan sát sứ Vương Mậu Chương, Vương Mậu Chương bỏ Tuyên châu và chạy sang với Tiền Lưu. Lo ngại rằng Vương Mậu Chương sẽ cắt đứt đường thoái lui của mình, Đào Nha đã triệt thoái, Tiền Lưu giành lại được Mục châu và Cù châu.
Năm 907, Tiền Lưu phái Tiền Truyền Liệu và Tiền Truyền Quán đi đánh Ôn châu và Xử châu, hai châu này thuộc về Trấn Đông quân song được cai quản độc lập dưới quyền huynh đệ Lô Cát (盧佶) và Lô Ước (盧約). Tiền Truyền Liệu và Tiền Truyền Quán nhanh chóng đánh bại và giết chết Lô Cát, Lô Ước sau đó đầu hàng, Tiền Lưu đoạt lấy quyền kiểm soát Ôn châu và Xử châu.

## Chư hầu của Hậu Lương
Vào mùa xuân năm 907, Chu Toàn Trung buộc Đường Ai Đế phải thiện nhượng cho mình, chấm dứt triều Đường và mở ra triều Hậu Lương, trở thành Hậu Lương Thái Tổ. Hầu hết các quan lại địa phương của Đường đều công nhận Hậu Lương Thái Tổ là hoàng đế, ngoại trừ Hà Đông tiết độ sứ Lý Khắc Dụng; Phượng Tường tiết độ sứ Lý Mậu Trinh; Dương Ác (xưng là Hoằng Nông vương); và Tây Xuyên tiết độ sứ Vương Kiến. Tiền Lưu nằm trong số những người công nhận hoàng đế Hậu Lương, bỏ mặc lời đề nghị của La Ẩn rằng nên cùng với các tiết độ sứ khác chống Hậu Lương. Sau đó, Hậu Lương Thái Tổ phong cho Tiền Lưu tước Ngô Việt vương vào ngày Kỉ Mão (3) tháng 5 (16 tháng 6), bổ nhiệm Tiền Lưu là tiết độ sứ của Trấn Hải và Trấn Đông, cũng như là tiết độ sứ trên danh nghĩa của Hoài Nam, sự kiện này thường được xem là mốc thời gian nước Ngô Việt ra đời. Tuy nhiên, bất chấp việc tự xem là chư hầu của Hậu Lương, Tiền Lưu lại cải nguyên niên hiệu Thiên Bảo, thể hiện chủ quyền của mình.
Vào năm 907, quân của Hoằng Nông vương Dương Ác tiến công Tín châu- do quân phiệt độc lập Nguy Tử Xướng (危仔倡) cai quản. Nguy Tử Xướng cầu viện Ngô Việt, quân Ngô Việt đã tiến công Cam Lộ trấn (甘露鎮, gần Nhuận châu) vào mùa xuân năm 908 để giảm bớt sức ép lên Tín châu. Cũng trong năm đó, Tiền Lưu phái Vương Mậu Chương (sau đổi tên thành Vương Cảnh Nhân do húy kỵ) đến triều đình Hậu Lương để đệ trình một kế hoạch tiến công Hoằng Nông. (Sau đó, Vương Cảnh Nhân ở lại làm tướng của Hậu Lương.) Đáp lại, Hoằng Nông (nay do Dương Long Diễn cai quản) khiển Chu Bản và Lã Sư Tạo xuất quân đi bao vây Tô châu; tuy nhiên, đến năm 909, quân Ngô Việt đã đánh bại quân Hoằng Nông bao vây Tô châu, quân Hoằng Nông phải rút lui. Trong khi đó, theo thỉnh cầu của Tiền Lưu, tướng Hậu Lương là Khấu Ngạn Khanh (寇彥卿) cũng tiến công Hoằng Nông, song Khấu Ngạn Khanh đã phải rút quân sau khi không đạt được nhiều tiến triển.
Sang năm 909, Nguy Toàn Phúng tiến công Trấn Nam quân của Hoằng Nông, song bị tướng Chu Bản của Hoằng Nông đánh bại và bắt giữ. Nguy Tử Xướng thoạt đầu chấp thuận quy phục Hoằng Nông, song đến khi Hoằng Nông phái tả tiên phong chỉ huy sứ Trương Cảnh Tư (張景思) đến Tín châu thay thế Nguy Tử Xướng, Nguy Tử Xướng sợ hãi và chạy sang Ngô Việt. Tiền Lưu bổ nhiệm Nguy Tử Xướng là Hoài Nam tiết độ phó sứ, cải tính từ Nguy sang Nguyên (元) (do Tiền Lưu không thích chữ "Nguy").
Vào mùa đông năm 909, do nghe nói rằng Hồ châu thứ sử Cao Lễ (高澧) hung bạo và tàn nhẫn với người dân, Tiền Lưu muốn xử tử Cao Lễ. Cao Lễ hay tin thì nổi dậy và đề nghị quy phục Ngô (tức Hoằng Nông, do Dương Long Diễn nay dùng tước Ngô vương). Tiền Lưu phái Tiền Phiêu đem quân tiến đánh Cao Lễ, còn Ngô thì phái Lý Giản (李簡) đi cứu viện Cao Lễ. Thuộc cấp của Cao Lễ là Thịnh Sư Hữu (盛師友) và Thẩm Hành Tư (沈行思) quay sang chống Cao Lễ, Cao Lễ buộc phải chạy trốn sang Ngô, Ngô Việt tái chiếm Hồ châu. Sau khi đích thân đến tuần nhằm an định khu vực, Tiền Lưu bổ nhiệm Tiền Phiêu làm Hồ châu thứ sử. Cũng trong khoảng thời gian này, Tiền Lưu cho xây dựng đập ngăn nước biển ở cửa sông Tiền Đường và mở rộng chu vi thành Hàng châu. Người ta nói rằng sau sự kiện này, Hàng châu trở thành châu giàu có nhất tại Đông Nam Trung Hoa.
Năm 912, hoàng tử- Dĩnh vương Chu Hữu Khuê ám sát Hậu Lương Thái Tổ, sau đó tức vị. Chu Hữu Khuê ban cho Tiền Lưu tước hiệu đặc biệt là Thượng phụ, Tiền Lưu vẫn giữ tước hiệu này sau khi Chu Hữu Khuê bị giết vào năm 913 và Chu Hữu Trinh trở thành hoàng đế Hậu Lương. Cũng vào năm 913, Ngô tiến hành hai nỗ lực nhằm công chiếm Y Cẩm, một lần do Lý Đào (李濤) và một lần do Hoa Kiền (花虔) cùng Oa Tín (渦信) thống lĩnh. Tiền Lưu đã phái Tiền Truyền Quán và Tiền Truyền Liệu đi chống trả, cả hai lần quân Ngô đều chiến bại, Lý Đào cũng như Hoa Kiền và Oa Tín đều bị bắt. Sau đó, Tiền Lưu phái Tiền Truyền Quán, Tiền Truyền Liệu và Tiền Truyền Anh đi đánh Thường châu của Ngô. Tuy nhiên, quân Ngô Việt đã bị phụ chính Từ Ôn của Ngô đánh bại.
Năm 916, Tiền Lưu phái Chiết Tây an phủ phán quan Bì Quang Nghiệp (皮光業) đi nộp cống phẩm cho Chu Hữu Trinh, với hành trình xa xôi qua lãnh địa của Mân vương Vương Thẩm Tri, quân phiệt độc lập Đàm Toàn Bá- căn cứ tại Tiền châu, và Sở. Chu Hữu Trinh rất cảm kích trước cử chỉ này, và đã ban cho Tiền Lưu làm Chư đạo binh mã nguyên soái, và đến năm 917 thì cải thành Thiên hạ binh mã nguyên soái, từ đó các quốc vương Ngô Việt đều giữ tước hiệu này. Cũng vào năm 916, vương tử của Tiền Lưu là Tiền Truyền Hướng (錢傳珦) đã kết hôn với quận quân của Vương Thẩm Tri, do đó hai nước Ngô Việt và Mân có mối quan hệ thân thiện.
Năm 918, Ngô tiến công lãnh địa của Đàm Toàn Bá, Đàm Toàn Bá cầu viện Ngô Việt, Mân và Sở. Tiền Lưu phái vương tử Tiền Truyền Cầu (錢傳球) đi bao vây Tín châu để giảm áp lực cho Đàm Toàn Bá. Tuy nhiên, Chu Bản (đang cai quản Tín châu) lại giả bộ rằng mình sở hữu một lực lượng hùng mạnh, vì thế Tiền Truyền Cầu triệt thoái. Sau đó, tướng Ngô là Lưu Tín (劉信) đã đánh bại và bắt được Đàm Toàn Bá, lãnh địa của Đàm được hợp nhất vào Ngô. (Việc này đã khiến tuyến đường Tiền Lưu sử dụng để triều cống Hậu Lương bị cắt đứt, và từ thời điểm này ông buộc phải đi đường biển để triều cống.)
Năm 919, Tiền Lưu đã tiến công Ngô, cho Tiền Truyền Quán thống soái quân lính. Chiến dịch thoạt đầu rất thành công, Chu Truyền Quán tiêu diệt thủy quân Ngô dưới quyền của chỉ huy của Bành Ngạn Chương (彭彥章) trên đoạn Trường Giang tại Lang Sơn. Thừa dịp thắng lợi, Tiền Truyền Quán tiến công Thường châu, song chiến bại trước Từ Ôn tại Vô Tích, các tướng Ngô Việt là Hà Phùng (何逢) và Ngô Kiến (吳建) bị giết, Tiền Truyền Quán buộc phải chạy trốn. Thuộc hạ và dưỡng tử của Từ Ôn là Từ Trí Cáo muốn phản kích và đoạt lại Thường châu, song Từ Ôn từ chối vì muốn dùng chiến thắng này để buộc Ngô Việt phải hòa đàm. Thay vào đó, Từ Ôn trao trả các tù binh Ngô Việt bị Ngô bắt được. Đáp lại, Tiền Lưu cầu hòa với Ngô, chấm dứt chiến tranh kéo dài giữa hai bên. Mặc dù Dương Long Diễn và Từ Ôn nhiều lần viết thư thúc giục Tiền Lưu tuyên bố độc lập khỏi Hậu Lương, song Tiền Lưu từ chối. Tuy nhiên, Tiền Lưu đã không có hành động nào khi Chu Hữu Trinh lệnh cho ông tiến công Lưu Nghiễm- người xưng là hoàng đế của nước Nam Hán. Sau đó, vào năm 920, Ngô lại trao trả Tiền Dật- người bị bắt từ năm 904, cho Ngô Việt, còn Ngô Việt trao trả Lý Đào cho Ngô. Cũng vào năm 920, Tiền Lưu và Mã Ân tiến hành hòa thân khi vương tử của Tiền Lưu là Tiền Truyền Túc (錢傳璛) kết hôn với một vương nữ của Mã Ân, củng cố quan hệ giữa Ngô Việt và Sở.
Năm 923, Chu Hữu Trinh phái Binh bộ thị lang Thôi Hiệp sách phong Tiền Lưu làm Ngô Việt quốc vương, công nhận Ngô Việt là một nước chư hầu của Hậu Lương. Sau đó, Tiền Lưu bắt đầu có các hành động khẳng định chủ quyền, như gọi dinh thự của mình là cung điện, gọi nơi quản lý chính sự là triều đình, gọi việc ra lệnh của mình là chế sắc. Sau đó, được Hậu Lương cho phép, trong các biểu trình lên triều đình Hậu Lương, ông không còn xưng là tiết độ sứ nữa mà xưng là Ngô Việt quốc vương. Ông cũng thiết lập một cơ cấu chính quyền giống như triều đình Hậu Lương, song với các chức quan thấp hơn. Các chiếu chỉ của hoàng đế Hậu Lương chỉ gọi ông là Ngô Việt quốc vương mà không còn dùng tên húy, thể hiện sự tôn trọng đối với ông. Sau đó, Tiền Lưu bổ nhiệm Tiền Truyền Quán làm 'lưu hậu' Trấn Hải và Trấn Đông; tổng quân phủ sự.

## Làm chư hầu của Hậu Đường
Sang năm 923, Tấn vương Lý Tồn Úc xưng là hoàng đế của Hậu Đường, tức Hậu Đường Trang Tông, và Hậu Đường sau đó tập kích vào kinh thành Đại Lương của Hậu Lương. Chu Hữu Trinh tự sát, triều Hậu Lương diệt vong, lãnh thổ Hậu Lương bị Hậu Đường thôn tính. Tiền Lưu không lập tức phản ứng trước diễn biến tại Trung Nguyên, song đến năm 924 thì ông triều cống cho Hậu Đường Trang Tông. Đáp lại, Hậu Đường Trang Tông ban cho Tiền Lưu tất cả các chức tước mà Hậu Lương từng ban cho ông khi trước. Tiền Lưu nộp cống phẩm lớn, và tặng nhiều quà cho các nhân vật chính trị có quyền lực trong triều đình Hậu Đường. Tiền Lưu thỉnh Hậu Đường Trang Tông ban cho mình kim ấn, ngọc sách và đặc quyền không được gọi bằng tên húy, được tiếp tục sử dụng tước hiệu "quốc vương". Mặc dù một số quan lại Hậu Đường dè dặt và chỉ ra rằng ngọc sách theo truyền thống chỉ dành cho hoàng đế, và rằng một chư hầu phi Hán thì mới được mang tước "quốc vương", song Hậu Đường Trang Tông vẫn chấp thuận thỉnh cầu của Tiền Lưu, ban cho ông cả hồng bào ngự y. Sau đó, khi Tiền Lưu phái sứ giả tên Thẩm Thao (沈瑫) sang Ngô để thông báo sự việc với Ngô, Ngô không cho Thẩm Thao nhập cảnh dựa trên cơ sở quốc hiệu Ngô Việt thể hiện việc nước này có tham vọng chống lại Ngô. Quan hệ hai nước bị gián đoạn trong một thời gian sau đó.
Năm 926, do bị ốm nên Tiền Lưu đã đến Y Cẩm tĩnh dưỡng, cho Tiền Truyền Quán xử lý chính sự tại quốc đô Tiền Đường (tức Hàng châu). Từ Ôn phái sứ giả đến, bề ngoài là nhằm chúc cho Tiền Lưu nhanh bình phục, song Tiền Lưu đánh giá chính xác rằng Từ Ôn đang cố tìm ra bệnh của mình để chuẩn bị tiến công, vì thế vẫn cố gắng tiếp sứ giả. Từ Ôn cho rằng Tiền Lưu không bị bệnh nên đã hủy bỏ kế hoạch tiến công. Sau đó, Tiền Lưu hồi phục và trở về Tiền Đường.
Năm 928, Tiền Lưu muốn chính thức lập Tiền Truyền Quán tự vị, song do Tiền Truyền Quán không phải là trưởng tử nên ông đã quyết định tập hợp các vương tử và tuyên bố sẽ lập ai có nhiều công lao nhất làm người kế nhiệm. Đáp lại, các huynh của Truyền Quán là Truyền Trù (傳懿), Truyền Liệu, và Truyền Cảnh (傳璟) đều ủng hộ Truyền Quán. Sau đó, Tiền Lưu thượng biểu cho Hậu Đường Minh Tông xin trao chức tiết độ sứ của Trấn Hải và Trấn Đông cho Tiền Truyền Quán, Hậu Đường Minh Tông chấp thuận lời thỉnh cầu.
Năm 929, Tiền Lưu đã mạo phạm xu mật sứ An Trọng Hối của Hậu Đường khi dùng lời lẽ ngạo mạn trong thư. Hơn nữa, sau khi sứ giả của Hậu Đường Minh Tông là Ô Chiêu Ngộ (烏昭遇) và Hàn Mai (韓玫) trở về từ Ngô Việt, Hàn Mai đã buộc tội Ô Chiêu Ngộ xưng thần và bái Tiền Lưu làm điện hạ, cũng như bí mật đem quốc sự của Hậu Lương nói cho Tiền Lưu. Do đó, An Trọng Hối dâng tấu chương thỉnh Hậu Đường Minh Tông buộc Ô Chiêu Ngộ phải tự sát. Sau đó, Hậu Đường Minh Tông ban cho Tiền Lưu chức Thái sư để trí sĩ, và tước tất cả các chức tước khác của Tiền Lưu, và còn ra lệnh cho các địa phương của Hậu Đường bắt hết sứ giả của Ngô Việt. Tiền Lưu lệnh cho Tiền Truyền Quán cùng thượng biểu kêu oan, song An Trọng Hối không để tâm đến chúng. Năm 930, khi sứ giả Hậu Đường là Bùi Vũ (裴羽) trở về sau khi sách phong cho Vương Diên Quân là Mân vương, Tiền Lưu đã phụ biểu tạ tội và nhờ Bùi Vũ thượng biểu cho Hậu Đường Minh Tông, đáp lại, Hậu Đường Minh Tông cho phóng thích các sứ giả của Ngô Việt, song không khôi phục các quan tước cho Tiền Lưu. Năm 931, sau khi Hậu Đường Minh Tông bãi chức xu mật sứ của An Trọng Hối, ông ta phục hồi các chức tước Thiên hạ binh mã đô nguyên soái, Thượng phụ, Ngô Việt quốc vương cho Tiền Lưu, đổ lỗi hành động khi xưa cho An Trọng Hối.

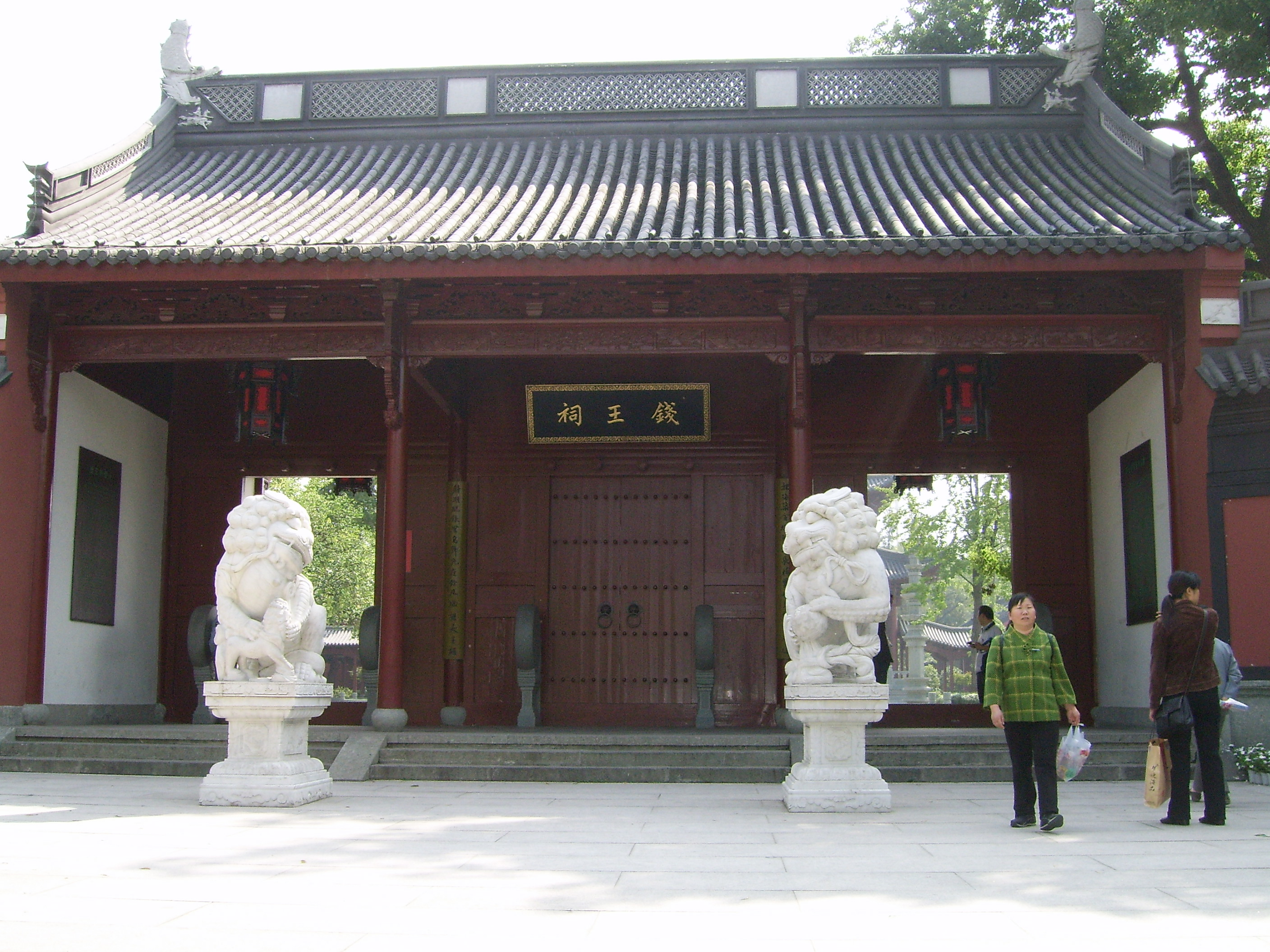
Chính môn của Tiền vương từ tại Hàng Châu, gần Tây Hồ.

Năm 932, Tiền Lưu lâm bệnh nặng. Mặc dù trước đó đã chỉ định Tiền Truyền Quán là người kế nhiệm của mình, song để kiểm tra lòng trong thành của các thuộc hạ, Tiền Lưu tuyên bố: "Ta chắc sẽ không qua khỏi cơn bệnh này, các con ta đều ngu muội và nhu nhược, ai có thể làm soái đây?" Các thuộc hạ đều đáp lại: "Lưỡng Trấn lệnh công [tức Tiền Truyền Quán] nhân hiếu lại có công lao, thì có ai dám không ủng hộ!" Tiền Lưu do đó đã giao ấn khóa cho Tiền Truyền Quán, tuyên bố: "Tướng lại đều tiến cử con, hãy cai quản cho tốt." Ông cũng nói: "Tử tôn của ta thiện sự Trung Quốc [tức triều đình ở Trung Nguyên], bất kể khi xảy ra thay đổi triều đại." và qua đời sau đó. Tiền Truyền Quán (sau đổi tên thành Tiền Nguyên Quán) kế vị, tức Ngô Việt Văn Mục vương. Hậu Đường Minh Tông ban cho Tiền Lưu thụy hiệu Vũ Túc (武肅).

## Tính tình và ảnh hưởng
Dưới sự cai trị của Tiền Lưu, Ngô Việt có nền kinh tế thịnh vượng và tự do phát triển nền văn hóa khu vực của mình, điều này tiếp tục được duy trì cho đến nay. Ông đã phát triển nền nông nghiệp của vương quốc duyên hải, xây các đập ngăn nước biển, mở rộng Hàng châu, nạo vét sông hồ, khuyến khích giao thông đường thủy và mậu dịch. Ông đã cho xây kè chống lại ảnh hưởng từ hiện tượng "thủy triều" nổi tiếng trên sông Tiền Đường gần thủ đô Hàng Châu; và trong một dịp, khi các công trình bị đe dọa, ông được thuật lại là đã đẩy lui dòng nước bằng việc bắn các mũi tên. Tiền Lưu được mô tả là sử dụng một chiếc gối hình trụ khi đi đánh trận, mục đích là để ngăn ông ngủ quá nhiều. Tuy nhiên, mặc dù có các công lao, sử gia thời nhà Tống Âu Dương Tu (chủ biên của Tân Ngũ Đại sử) lại đổ lỗi cho Tiền Lưu về lối sống xa hoa và áp đặt thuế và hình phạt nặng nề lên dân chúng.

## Miễn tử kim bài của dòng họ Tiền

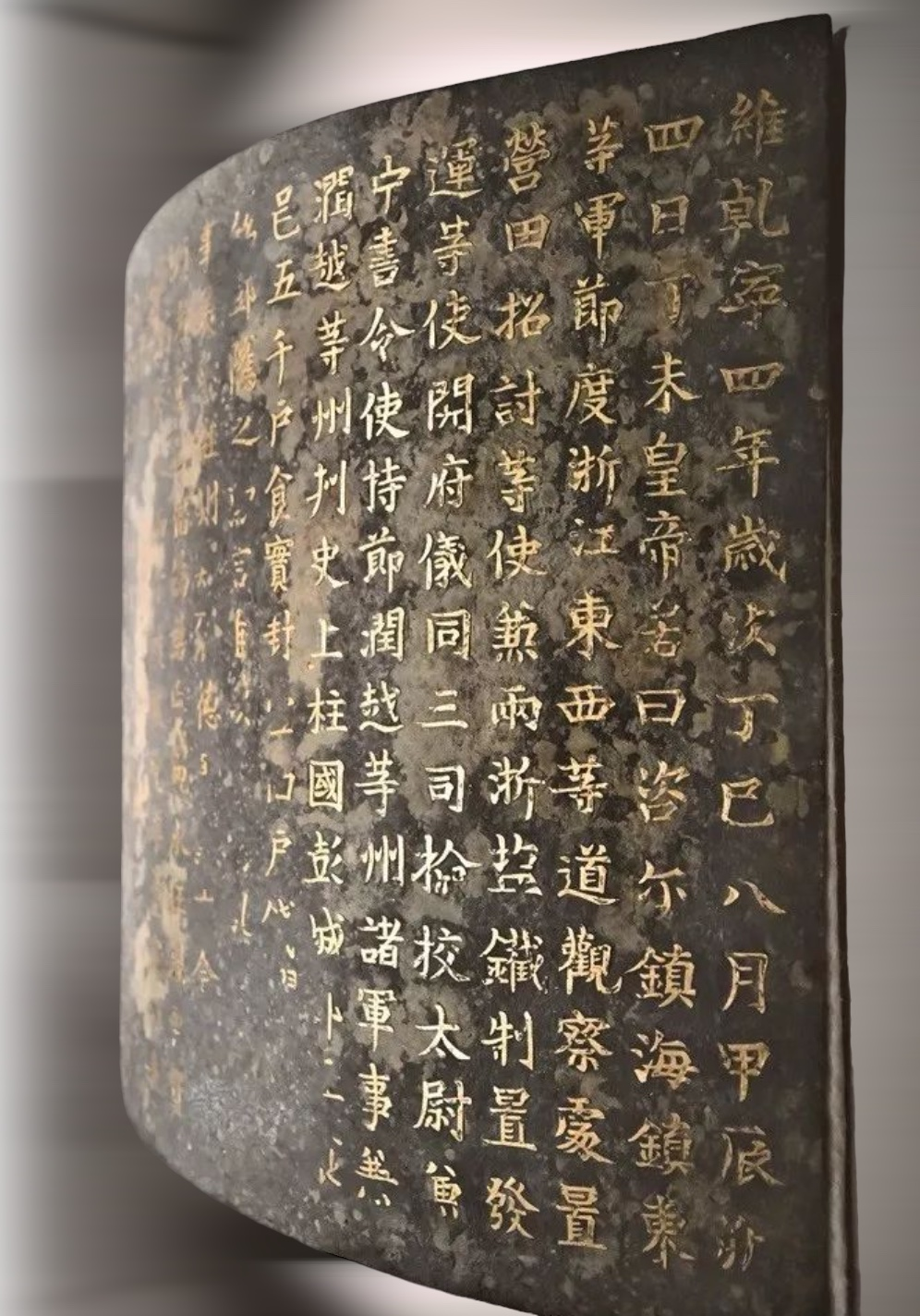
Miễn tử kim bài của Tiền Lưu, trưng bày tại Bảo tàng Quốc gia Trung Quốc ở Bắc Kinh

Hiện nay, Bảo tàng Quốc gia Trung Quốc còn lưu giữ một kim bài miễn tử được ban cho Tiền Lưu, được hậu duệ của ông hiến tặng lại cho nhà nước. Theo sử liệu còn lưu lại, năm Càn Ninh thứ 2 (895), Tiền Lưu giúp triều đình dẹp loạn Tiết độ sứ Đổng Dương ở Nhạc Châu, tháng 8 năm Càn Ninh thứ 4 (897) hoàng đế Đường Chiêu Tông đã ban cho ông một miễn tử kim bài làm bằng sắt với chữ mạ vàng có hình cong như viên ngói với hơn 300 chữ, được gọi là "Tiền Lưu Thiết Khoán". Nội dung trên kim bài đó xác định rằng Tiền Lưu được tha tội chết 9 lần, con cháu của ông được tha tội chết 3 lần, nếu trong trường hợp bị khép vào tội thông thường thì sẽ được miễn hoàn toàn.
Khi người nhà họ Tiền đến xin hàng Nhà Tống, họ đã trưng Tiền Lưu Thiết khoán ra, Thái tổ Triệu Khuông Dận đã hứa sẽ bảo lưu quyền miễn tử cho người nhà họ Tiền. Đến thời Nhà Minh, một hậu nhân của họ Tiền phạm tội bị khép vào tội chết, nhà họ Tiền mang tấm kim bài này ra và được Minh Thái Tổ Chu Nguyên Chương tha tội và đồng thời, ông xoá 1 chữ trên tấm kim bài để thể hiện nhà họ Tiền đã dùng 1 lần. Đến thời Nhà Thanh, Hoàng đế Khang Hi có sai người mang tấm kim bài này đến Tử Cấm Thành để ông thưởng lãm, vì ông chưa từng thấy tấm miễn tử kim bài nào từ Nhà Đường để lại. Sau khi xem xong thì Khang Hi trả lại cho nhà họ Tiền ở Hàng Châu.